# Jesús Huerta de Soto
Jesús Huerta de Soto Ballester (n. 1956, la Madrid) este unul dintre cei mai cunoscuți economiști ai Școlii austriece de economie și filosof politic spaniol, în prezent Profesor de Economie Politică la Universitatea Rey Juan Carlos din Madrid.

## Educație și carieră
Huerta de Soto deține două titluri de doctor: în Drept, obținut în 1984, și în Economie, obținut în 1992, ambele de la Universitatea Complutense din Madrid. A fost bursier al Băncii Spaniei și a studiat la Universitatea Stanford, unde a obținut titlul de MBA. În 1979, Huerta de Soto a devenit Profesor de Economie Politică la Facultatea de Drept a Universității Complutense. Din anul 2000, este Profesor de Economie Politică la Facultatea de Drept a Universității Rey Juan Carlos din Madrid. În plus, din dorința de a răspândi paradigma Școlii austriece la nivel european și mondial, din octombrie 2007 a condus la această universitate singurul program de Master în economia Școlii austriece, acreditat și recunoscut în Uniunea Europeană. Din mai 2004 este fondatorul și editorul revistei academice Procesos de Mercado: revista europea de economía política, ce publică semestrial articole despre Școala austriacă, în limbile Uniunii Europene. Huerta de Soto are numeroase contribuții academice, printre care cartea sa, Planes de pensiones privados [Planurile de pensii private], pentru care, în 1983, i-a fost decernat de către Regele Juan Carlos Premio Internacional de Economía [Premiul Internațional pentru Economie al Regelui Juan Carlos].
Huerta de Soto este, de asemenea, membru al Institutului Ludwig von Mises din Statele Unite, susținător al Fundación Instituto Madrileño de Estudios Avanzados (IMDEA) Ciencias Sociales [Institutul din Madrid pentru Studii Avansate, Științe Sociale] și vicepreședinte al Societății Mont-Pelerin (2000-2004). Face parte din consiliul editorial al Quarterly Journal of Austrian Economics,  Journal of Markets and Morality și al jurnalului New Perspectives on Political Economy, și este, de asemenea, cofondator al Sociedad para el Estudio de la Acción Humana [Societatea pentru Studiul Acțiunii Umane]. Este și colaborator apropiat al Institutului Juan de Mariana din Madrid. În 2009, Universitatea Francisco Marroquin i-a acordat primul titlu de Doctor Honoris Causa, urmată de Universitatea „Alexandru Ioan Cuza” din Iași (România, 2010) și de Univesitatea Financiară sub Guvernământul Federației Ruse (Moscova, 2011), această din urmă instituție fiind fondată de Lenin în 1919. Printe alte premii academice, a primit Premiul Adam Smith din partea CNE Bruxelles (2005), Premiul memorial Franz Cuhel pentru Excelență în Educația Economică, de la Univesitatea Economică din Praga (2006), Premiul Gary G. Schlarbaum pentru Liberate (Salamanca, 2009) și medalia Foment del Treball Nacional (Barcelona, 2009). În data de 21 iunie 2013 a primit Medalia de Aur „Hayek” de la Universitatea Georg-August din Göttingen (Germania).

## Cotribuții intelectuale
Printre cele mai cunoscute contribuții intelectuale ale sale se numără studiul asupra activității antreprenoriale și a imposibilității socialismului, prezentat în cartea Socialismul, calculul economic și funcția antreprenorială (2010), contribuțiile la dezvoltarea teoriei austriece a ciclului economic, din tratatul Moneda, creditul bancar și ciclurile economice, și elaborarea teoriei eficienței dinamice din cartea Teoria eficienței dinamice. Huerta de Soto susține că analiza realității sociale necesită combinarea justă a următoarelor trei abordări: teoretică (Mises), istoric-evoluționistă (Hayek) și etică (Rothbard). Lucrările lui Jesús Huerta de Soto au fost traduse în douăzeci și una de limbi, printre care rusă, chineză, japoneză și arabă. Ideologic, profesorul Huerta de Soto susține superioritatea teoretică a anarho-capitalismului față de liberalismul clasic. Susține, de asemenea, necesitatea liberalizării economice complete și a reformării totale a sistemului financiar: întoarcerea la etalonul aur și la cerința de păstrare a rezervelor 100% în activitatea bancară. Alături de alți gânditori, precum Murray Rothbard, este de părere că Școala de la Salamanca din Epoca de Aur spaniolă a fost o precursoare filosofică, legală și economică a Școlii austriece în general și în particular a liberalismului economic, că a fost leagănul a ceea ce azi numim „știință economică”. În domeniul economei aplicate este binecunoscută pledoaria lui Huerta de Soto pentru moneda Euro, ca „proxy” pentru etalonul aur și capabilă să disciplineze politicienii, birocrații și grupurile de interese.
Huerta de Soto a reușit să creeze o școală considerabilă de tineri profesori și admiratori. Printre ei se numără Philipp Bagus, Miguel Ángel Alonso Neira, David Howden, Gabriel Calzada, Javier Aranzadi del Cerro, Óscar Vara Crespo, Adrián Ravier, Juan Ramón Rallo, María Blanco și Miguel Anxo Bastos Boubeta, toți având titlul de doctor obținut sub îndrumarea sa. Din 2011, Huerta de Soto este membru al Partidului pentru Libertate Individuală (P-Lib).